# Funkcje gleby
Funkcje gleby – zadania (role) jakie spełnia gleba w środowisku przyrodniczym i działalności człowieka. 
Degórski opisuje pięć głównych, ogólnych funkcji spełnianych przez pokrywę glebową:
1. Środowiskotwórczą — polegającą na udziale pokrywy glebowej w kształtowaniu środowiska: klimatu lokalnego, warunków wodnych, szaty roślinnej oraz rzeźby powierzchni ziemi;
2. Ekologiczną (przestrzeni życiowej i zasobów genowych) — jako ważnego elementu przepływu energii oraz obiegu i retencji materii w ekosystemach;
3. Edaficzną (zasobu naturalnego) — tworzenie przez glebę warunków do życia roślin i zwierząt;
4. Sozologiczną (regulacyjną) — przeciwdziałanie zmianom w środowisku (zazwyczaj poprzez neutralizowanie wpływu działalności człowieka);
5. Gospodarczą (użytkową) — gleba jako "warsztat pracy" rolnika

Uszczegóławiając i uzupełniając powyższą listę do funkcji gleby można zaliczyć: 
- udział w przepływie energii i krążeniu materii w środowisku
- udział w mineralizacji i humifikacji martwej materii organicznej
- substrat, w którym rosną podziemne części roślin oraz środowisko zapewniające warunki życia dla roślin (m.in. pokarmowe, tlenowe, wodne, termiczne)
- środowisko życia dla mikroorganizmów glebowych oraz fauny glebowej (edafon)
- bank genów
- udział w procesach samoregulacyjnych przeciwdziałając nagłym zmianom w ekosystemach pod wpływem czynników zewnętrznych (funkcja buforowa)
- udział w rozkładzie różnych odpadów i zanieczyszczeń (funkcja higieniczno-sanitarna)
- funkcje retencyjne (czasowe zatrzymywanie, na dłużej lub krócej)
  - zatrzymuje znaczne ilości wody opadowej, która może być później wykorzystana przez żywe organizmy
  - zatrzymuje związki węgla uwięzione pod postacią glebowej materii organicznej (np. torf, mursz, próchnica)
  - zatrzymuje niektóre pierwiastki i związki chemiczne, w tym składniki pokarmowe dla roślin (np. w postaci minerałów wtórnych, wysycenia kompleksu sorpcyjnego)
  - zatrzymuje nasiona i inne propagule
- rejestrowanie i zatrzymywanie informacji o zmianach w środowisku glebotwórczym (np. pod postacią efektów działania procesu glebotwórczego, który zachodził w przeszłości)
- funkcje użytkowe 
  - konieczny element w działalności rolniczej, przede wszystkim w produkcji biomasy przy uprawie roślin przez człowieka, ale też w chowie zwierząt (łąki i pastwiska)
  - surowiec wykorzystywany w gospodarce (np. piasek, glina, ił, próchnica)
  - jako grunt jest bazą na/w której powstają budowle, infrastruktura, ale też w której składuje się śmieci i odpady
  - źródło wiedzy paleontologicznej i archeologicznej na temat historii Ziemi i ludzi
  - element krajobrazu (naturalnego, antropogenicznego oraz kulturowego)

Jako podsumowanie roli funkcji użytkowych gleby może posłużyć spostrzeżenie, że pierwsze wielkie cywilizacje (np. Asyria i Babilonia, Egipt, cywilizacja doliny Indusu) rozwinęły się właśnie w miejscach, gdzie występowały żyzne gleby. 
Dla uczczenia roli gleby, jaką spełnia w świecie, 5 grudnia obchodzony jest Światowy Dzień Gleby.